# Стадион Гаспара Масса
Стадион Гаспара Масса — стадион с искусственным покрытием в Сан-Николасе-де-лос-Гарса, Мексика, городе в районе Монтеррея. Он в основном используется для американского футбола и является родным полем для команды Auténticos Tigres Автономного университета штата Нуэво Леон. Его вместимость составляет около 16 000 человек.

## История
Стадион был открыт 24 августа 1979 года и первоначально имел вместимость 10 000 человек. Назван в честь Гаспара Месса Мартинеса (1916—1999), считающегося «одним из пионеров американского футбола в Эво Лео» и тренером нескольких различных команд Автономного университета штата Нуэво Леон на протяжении многих лет. В 2005 году вместимость стадиона была расширена до 16 000 с добавлением мест в зоне южного конца, проект, который обошёлся в 11 млн песо. Ремонт был проведен до Национальной Универсиады Автономного университета штата Нуэво Леон в 2015 году, добавив улучшенное освещение и новый искусственный газон.
Стадион в основном используется как домашняя площадка команды Auténticos Tigres, хотя более крупные матчи, включая игры плей-офф и дерби против Tigres ri Borregos Salvajes из Монтеррейского института технологии и высшего образования, были сыграны на стадионе Университарио. После многолетнего перерыва из-за разделения мексиканского студенческого футбола на две лиги, городское дерби, известное как Класико Регио, снова провели в 2016 году, но уже на Стадионе гаспара Масса вместо стадиона Университарио, где оно проводилось в предыдущие годы, игру посетили более 40,000 зрителей. На стадионе также состоялся чемпионат ОНЕФА 2016 года, который изначально должен был пройти на стадионе Университарио, но футбольный клуб УАНЛ Тигрес не позволял использовать стадион Университарио, из-за своего календаря игр.
Игры между различными подготовительными школами, управляемыми университетом, также проводятся в Эстадио Гаспар Масс. В 2016 году после игры на стадионе между болельщиками соперничающих подготовительных школ вспыхнула драка, в результате которой было арестовано 20 человек.